# Serianthes myriadenia
Serianthes myriadenia är en ärtväxtart som först beskrevs av Jean Baptiste Antoine Guillemin, och fick sitt nu gällande namn av George Bentham. Serianthes myriadenia ingår i släktet Serianthes och familjen ärtväxter. IUCN kategoriserar arten globalt som nära hotad. Inga underarter finns listade i Catalogue of Life.